# أليزا فيلاني
أليزا فيلاني (بالإنجليزية: Aliza Vellani)‏ هي ممثلة تليفزيونية كندية ولدت في 30 أكتوبر 1991 في فانكوفر، كندا. اشتهرت بدورها الأول في المسلسل التلفزيوني الشهير «المسجد الصغير على المرج».

## فيلموغرافيا

### أفلام
| سنة  | لقب                    | دور                | ملاحظات     |
| ---- | ---------------------- | ------------------ | ----------- |
| 2014 | إيما                   | زارا               | قصير القامة |
| 2017 | الحطب                  | سيدة باللون الأزرق | قصير القامة |
| 2018 | جميع أنواع الطقس       | بيريت              | قصير القامة |
| 2019 | كيم ممكن               | أمي النميمة        |             |
| 2019 | فن السباق تحت المطر    | مساعد              |             |
| 2020 | عملية هبوط عيد الميلاد | سالي               |             |

### مسلسلات تلفزيونية
| سنة                   | لقب                                          | دور                    | ملاحظات                  |
| --------------------- | -------------------------------------------- | ---------------------- | ------------------------ |
| 2007-2012             | مسجد صغير في المرج                           | ليلى صديقي             | دور متكرر                |
| 2009                  | القوات                                       | سارام                  | "لعبة البيجامة .. الموت" |
| 2010                  | العبادة                                      | جانيس                  | فيلم تلفزيوني            |
| 2011                  | مهووس لدرجة كبيرة                            | فتاة عشوائية أخرى      | فيلم تلفزيوني            |
| 2014                  | الدافع                                       | الدكتورة جيتا أمبرين   | "الملائكة بوجوه قذرة"    |
| 2014                  | سرعه                                         | الممرضة جوي            | "أين عقلي؟"              |
| 2015                  | المكشوف                                      | مدرب رياضي             | فيلم تلفزيوني            |
| 2015                  | الاموات الاحياء                              | مارسي                  | "الطيار" ، "المبيد"      |
| 2015                  | عشيقات                                       | المستشارة سارة         | "إلى داخل الغابات"       |
| 2015                  | موقعة ومختومة ومسلمة: الحق يقال              | نيلوفر                 | فيلم تلفزيوني            |
| 2015                  | موقع ومختوم ومسلم: الحلم المستحيل            | نيلوفر                 | فيلم تلفزيوني            |
| 2015–16               | الملفات المجهولة                             | ممرضة سانديب           | " كفاحي " ، " كفاحي 2 "  |
| 2016                  | ثلاث غرف نوم ، جثة واحدة: لغز أورورا تيجاردن | فطيرة                  | فيلم تلفزيوني            |
| 2016                  | خارق للعادة                                  | بيث روبرتس             | "كابوس الأمريكية"        |
| 2017                  | ومضة                                         | شيليا أناني            | "إشارات مختلطة"          |
| 2017 إلى الوقت الحاضر | مغامرات مارفل سوبر هيرو                      | السيدة مارفل (صوت)     | دور متكرر                |
| 2017                  | انطلق إلى الطريق                             | نعيمة                  | "روح المدرسة"            |
| 2017                  | يوم القيامة                                  | عالم شاب               | فيلم تلفزيوني            |
| 2017-18               | ميك- X4                                      | الجندي / الملازم فيرما | دور متكرر                |
| 2018                  | صريح                                         | السيدة. ماكان          | فيلم تلفزيوني            |
| 2018                  | ريفرديل                                      | السيدة. هاجلي          | "المصارع" ، "الخناق يشد" |
| 2018                  | مستعمرة                                      | ضابط توظيف             | "مكان نظيف جيد الإضاءة"  |
| 2021                  | السن الحلو                                   | راني سينغ              | في فريق التمثيل الرئيسي  |

## روابط خارجية
- أليزا فيلاني على موقع IMDb (الإنجليزية)
- أليزا فيلاني على موقع قاعدة بيانات الفيلم (الإنجليزية)